# Okounov
Okounov (deutsch Okenau) ist eine Gemeinde in Tschechien. Sie liegt fünf Kilometer südwestlich von Klášterec nad Ohří und gehört zum Okres Chomutov.

## Geographie

### Lage

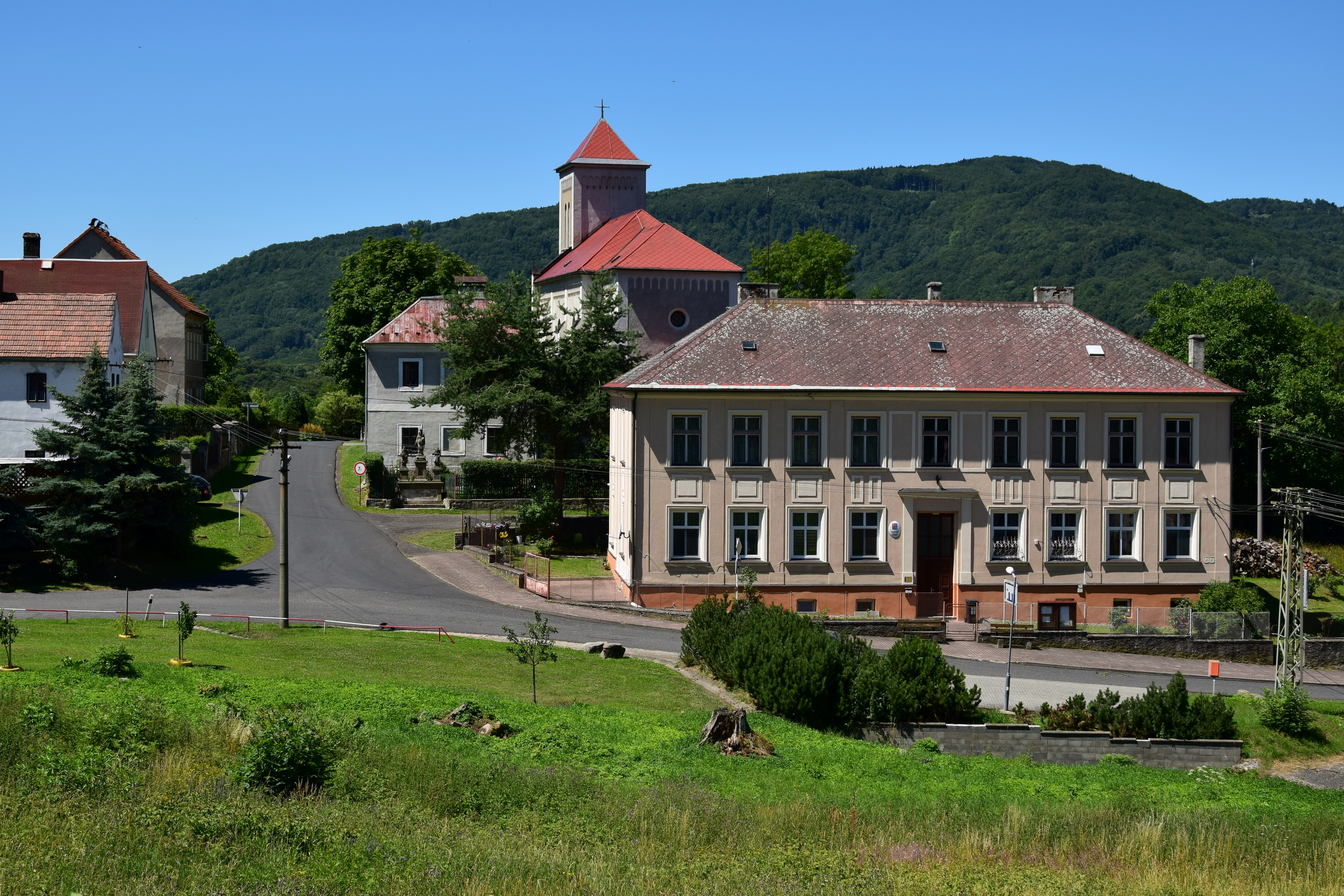
Ortsansicht (2018)

Okounov befindet sich am nördlichen Fuße des Duppauer Gebirges im Egergraben. Gegen Norden steigt das Erzgebirge an. Das Dorf liegt am Nordwesthang des Javor (Ahorn, 546 m) rechtsseitig über der Eger. Nördlich erhebt sich der Špičák (618 m), im Nordosten die Šumná (541 m), südöstlich auf dem Gebiet des Truppenübungsplatzes Hradiště der Humnický vrch (706 m) und Havraň (736 m), im Süden die Hora (816 m) und südwestlich die Stoličná (731 m). Unterhalb des Ortes führt die Bahnstrecke Chomutov–Cheb entlang der Eger, die Bahnstation "Perštejn" befindet sich einen Kilometer nordöstlich im Tal an der Egerbrücke.

### Gemeindegliederung
Die Gemeinde Okounov besteht aus den Ortsteilen Krupice (Grupitz), Kotvina (Ketwa), Okounov (Okenau) und Oslovice (Woslowitz), die zugleich auch Katastralbezirke bilden.

### Nachbarorte
|                        | Perštejn (Pürstein)                         |                                            |
| Stráž nad Ohří (Warta) | Kompassrose, die auf Nachbargemeinden zeigt | Klášterec nad Ohří (Klösterle an der Eger) |
|                        | Truppenübungsplatz Hradiště                 |                                            |

Direkte Nachbarorte sind Smilov und Lužný im Norden, Černýš im Nordosten, Oslovice im Osten, Krupice im Süden, Korunní und Kamenec im Südwesten, Boč im Westen sowie Malý Hrzín im Nordwesten.
Auf dem Militärgelände liegen südöstlich die Wüstungen Humnice (Humitz), Mělník (Melk) und Houslový Mlýn (Geigenmühle) und im Süden Hora (Horn) und Telcov (Töltsch).

## Geschichte
Der Ort entstand wahrscheinlich zwischen dem 13. und 14. Jahrhundert. Erstmals schriftlich erwähnt wurden das Dorf und die Feste Oknaw 1359 als Besitz des Ritters Andreas von Duppau. Ihm folgte zwischen 1368 und 1410 Erhard von Duppau. Seit 1363 lässt sich in Oknaw eine Pfarrkirche nachweisen. Im 15. Jahrhundert war der Ort zum Schutz vor Wild und Räubern von einem breiten Wassergraben umgeben. Im Laufe der Zeit wurde das Dorf als Oknov, Okunov, Okunow, Vokonov und Okenau bezeichnet. 1475 war Nikolaus Žďárský von Žďár Besitzer des Dorfes, dieser errichtete zusammen mit Wilhelm von Duppau 1492 an der Eger eine Zollstation. Später wurde Wilhelm von Duppau alleiniger Besitzer, er erhob ab 1499 auch an der Mühle einen Zoll. In der ersten Hälfte des 16. Jahrhunderts erwarben die Herren von Vitzthum das Dorf und schlugen es der Herrschaft Neuschönburg zu. Bei der Vitzthumschen Erbteilung von 1540, bei der es zu einer Dreiteilung der Neuschönburger Güter kam, wurde die Feste letztmals erwähnt. Besitzer des Anteils, zu dem neben Okounov auch Hora (Horn), Tunkov (Tunkau) und Telcov (Töltsch) gehörten, waren u. a. ab 1559 Peter Boryně von Lhota und Nezabylice, der im Jahre darauf ermordet wurde. Seine Güter wurden unter seinen beiden Töchtern aufgeteilt. Benigna von Lhota erhielt Nezabylice und Margarethe von Lhota Okounov. Später folgten die Brüder von Stensdorf auf Lubau, die die Güter an Christoph Vitzthum auf Klösterle verkauften. Während des Dreißigjährigen Krieges überfielen 1621 durchziehende Truppen das Dorf. Kurz nach der Plünderung und Brandschatzung brach die Pest aus und die Überlebenden flohen aus dem Dorf. Wegen seiner Beteiligung am Ständeaufstand von 1618 wurde Christoph Vitzthum 1623 posthum enteignet und die Herrschaft Klösterle im selben Jahre an Christoph Simon von Thun verkauft. Nach Kriegsende begann die Wiederbesiedlung und 1649 lebten in Okenau 26 Familien. Lebensgrundlage der Bewohner bildeten Viehzucht und Landwirtschaft sowie die Holzverarbeitung. 1778 bestand Okenau aus 35 Häusern. Im Jahre darauf wurde die erste Schule eingerichtet, 1825 zog sie in ein neues Schulhaus. Im Jahre 1846 lebten in den 38 des Dorfes 134 Menschen. Bis zur Mitte des 19. Jahrhunderts war Okenau ein Teil der den Grafen Thun und Hohenstein gehörigen Herrschaft Klösterle.
Nach der Aufhebung der Patrimonialherrschaften bildete Okenau / Okúnov ab 1850 eine Gemeinde im Bezirk Kaaden. Im Jahre 1863 vernichtete ein Großbrand die Kirche, den Pfarrhof, die Schule und sechs weitere Häuser in Okenau. 1864 war das Schulhaus wiederaufgebaut, 1913 zog die Schule in einen großen Neubau um. 1869 wurden Horn / Hora, Grupitz/Kruptice, Geigenmühle / Houslový Mlýn, Woslowitz / Oslovice, Krondorf / Korunní und Stengles / Kamenec eingemeindet. Die Eisenbahn Kaaden – Eger nahm nach 1871 den Verkehr durch das Egertal auf. 1875 gründete sich eine Freiwillige Feuerwehr. 1888 entstand eine Ziegelei. Im Jahre 1890 lösten sich Krondorf und Stengles los und bildeten eine eigene Gemeinde.
Im Jahre 1917 verlegte die Erste Pürsteiner Sägen- und Werkzeugfabrik Hermann Pickart ihren Sitz von Pürstein nach Okenau. 1924 errichteten die Grafen Thun eine Kalkbrennerei. 1925 lebten im Dorf Okenau 440 Deutsche und 3 Tschechen. Die Gemeinde Okenau hatte 1930 786 Einwohner. Nach dem Münchner Abkommen wurde der Ort 1938 dem Deutschen Reich zugeschlagen und gehörte bis 1945 zum Landkreis Kaaden. Nach dem Ende des Zweiten Weltkriegs kam das Dorf zur Tschechoslowakei zurück und die deutsche Bevölkerung wurde vertrieben. Eine Ansiedlung von Tschechen gelang nur in geringem Umfang. 1953 hatte Okounov 140 Einwohner. Im selben Jahre wurde die Pickartsche Fabrik stillgelegt und die Fluren der Gemeinde geteilt. Der südliche Teil mit den Ortsteilen Hora und Houslový Mlýn wurde in den neuen Truppenübungsplatz Hradiště eingegliedert. Mit Beginn des Jahres 1961 kam die Gemeinde zum Okres Chomutov und zugleich wurde Kotvina eingemeindet.
Bei der Volkszählung von 2001 hatte die Gemeinde Okounov 320 Einwohner, davon lebten 195 im Dorf Okounov, 104 in Kotvina und 21 in Oslovice. Der Ortsteil Krupice ist unbewohnt und besteht nur noch aus einigen verfallenen Häusern.

## Sehenswürdigkeiten
- Kirche des hl. Laurentius, geweiht 1866 anstelle des 1863 abgebrannten Vorgängerbaus. Für den Wiederaufbau erhielt die Gemeinde eine Unterstützung des Grafen Thun und Hohenstein.
- Ruine der Burg Šumburk (Schönburg), nordöstlich auf der Šumná

### Burg Kleinstejn (Oslovice), Bodendenkmal

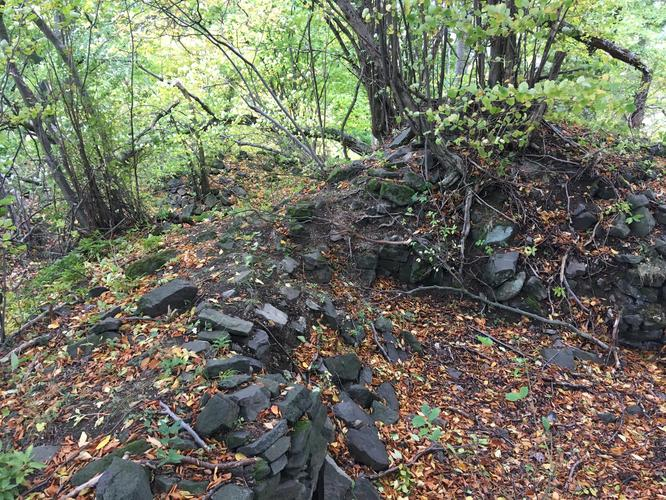
Burg Kleinstejn (2019)

Geringe Reste der Burg Klejnštejn (Kleinstein) befinden sich am Humnický vrch (706 m) südöstlich von Oslovice. Die Burgruine (Bodendenkmal) befindet sich südlich der Straße Oslovice-Kotvina zwischen den Bächen "Bublava" und "Martinovsky potok" auf einem Bergsporn der sich nördlich unterhalb des Gipfels "Havran" (736 m) befindet. Die Ruine liegt hier in Nord-Süd-Richtung auf halber Strecke zwischen dem Gipfel Havran und der genannten Straße. In West-Ost-Richtung liegt sie auf einem Drittel der Strecke von der Bublava zum Martinovsky potok. Sie liegt im Gebiet des Truppenübungsplatzes Hradiště am Nordhang des Duppauer Gebirges.
Von den Grundmauern der Burg blieben praktisch nur einige lose Steinhaufen übrig.
Die Burg soll zeitweise im Besitz der Herren von Duppau, eines alten böhmischen Adelsgeschlechts, gewesen sein.
Ob sie zerstört wurde oder einfach verfiel und die Steine dann abtransportiert wurden, ist nicht bekannt.
Die Ruine Kleinstejn ist in einem tschechischen Autoatlas von Tschechien (und der Slowakei) sogar als Burgruine verzeichnet, jedoch nicht benannt.
Laut einer deutschsprachigen Wanderkarte von 1939 ist die (hier nicht verzeichnete) Ruine offenbar in großer Nähe zu dem wüst gefallenen Ort Humitz (am Rabenberg, 703 m) gelegen und war damals über einen Wanderweg von Kettwa (Kotvina) aus erreichbar, der hier in südwestlicher Richtung zum Dorf Melk (heute Wüstung) führte. Humitz lag offenbar noch südlich der Ruine Kleinstejn.